# La vida... es un ratico (canción)
«La vida... es un ratico» es una canción del cantautor colombiano Juanes perteneciente a su cuarto álbum de estudio La vida... es un ratico; esta es la canción oficial del álbum y fue lanzada en el año 2007 en todo el mundo.

## Canción
Esta canción es muy romántica y fusiona la Balada-pop y habla de que hay que disfrutar la vida porque solo es una y que en cualquier momento la podemos perder, también dice que disfrutemos lo poco que tengamos, que aprovechemos la vida que no tengamos en cuenta lo negativo que siempre estemos dispuestos a recibir el amor y poder rechazar el odio.
Según la explicación que el mismo Juanes dio al Diario El País-Cali, la canción que Juanes escribió basa su historia personal, escrita para la mujer de uno de sus mejores amigos, ella contaba con una pareja de la cual se encontraba divorciándose, mientras eso sucedía había encontrado el amor en el amigo de Juanes, la canción se las dedica para entender que lo más importante es la unión entre ella y su amigo para salir adelante de cualquier mal. Le recuerda que la misión de la vida es amarse, y que el amor que ellos tienen es más importante que cualquier daño o bloqueo que haya tenido en momentos anteriores. Les está diciendo que ella lo que necesita es de él para que su amor triunfe, que recuerden que lo que ella vive es siempre viendo hacia adelante y que él debe de ayudarla siempre y ella confiar en su amor como bandera principal.

## Listas
Esta canción fue un éxito en Colombia con tan solo un día de lanzamiento y ya estaba dentro de las 40 principales y lucho hasta llegar a la posición número uno. En las radios de Colombia la canción llegó a ser la más pedida del mes en todas las emisoras e igulmente en México y Estados Unidos tuvo un éxito rotundo en algunas emisoras. 
La canción del álbum no fue tan famosa como Me enamora, Gotas de agua dulce, tres (canción de Juanes) y Odio por amor pertenecientes al álbum La vida... es un ratico debido a que esta no habla ni trata del amor, además no posee el ritmo que hoy en día esta de moda. La canción mezcla la Balada romántica con el Pop y hace de esta una canción muy romántica.
- Datos: Q5968407